# 대암로 (창원시)
대암로(Daeam-ro)는 경상남도 창원시 성산구 사파동 상남도서관삼거리에서 대한민국 경상남도 창원시 성산구 사파동 버스종점삼거리을 잇는 도로다.

## 주요 경유지
경상남도
- 창원시 성산구 (사파동)

## 노선
| 이름             | 접속 노선                              | 소재지 | 소재지 | 비고 |
| ---------------- | -------------------------------------- | ------ | ------ | ---- |
| 상남도서관삼거리 | 원이대로                               | 창원시 | 성산구 |      |
| 불곡사사거리     | 창이대로                               | 창원시 | 성산구 |      |
| 사파파출소사거리 | 대암로115번길                          | 창원시 | 성산구 |      |
| 대방9호교        |                                        | 창원시 | 성산구 |      |
| 안남초등사거리   | 가양로                                 | 창원시 | 성산구 |      |
| 대암고사거리     | 창이대로881번길                        | 창원시 | 성산구 |      |
| 대방IC 교차로    | 국도 제25호선 (해원로) 창이대로699번길 | 창원시 | 성산구 |      |
| 대암삼거리       | 삼정자로63번길                         | 창원시 | 성산구 |      |
| 성산도서관삼거리 | 외리로                                 | 창원시 | 성산구 |      |
| 버스종점삼거리   | 창이대로                               | 창원시 | 성산구 |      |
| 가음로와 직결    |                                        |        |        |      |

## 주요 건물및 시설
- 기아자동차 가음정대리점 (대암로 36/남양동 12)
- GS25 창원동성점 (대암로 60/남양동 1)
- 사파동 행정복지센터 (대암로 109/대방동 339-3)
- 사파파출소 (대암로 113/대방동 339-5)
- CU 창원성원점 (대암로 116/대방동 355)
- CU 창원대방대로점 (대암로 147/대방동 350-1)
- 창원대암고등학교 (대암로 203/대방동 76)
- CU 창원성주점 (대암로 251/성주동 101)